# Alice Ponsar
Alice Ponsar es una deportista francesa que compitió en vela en la modalidad de match race. Ganó una medalla de plata en el Campeonato Mundial de Match Race Femenino de 2016.

## Palmarés internacional
| Campeonato Mundial | Campeonato Mundial         | Campeonato Mundial | Campeonato Mundial |
| Año                | Lugar                      | Medalla            | Clase              |
| ------------------ | -------------------------- | ------------------ | ------------------ |
| 2016               | Sheboygan (Estados Unidos) | Medalla de plata   | Match race         |